# Zwarte berghoningkruiper
De zwarte berghoningkruiper (Diglossa humeralis) is een zangvogel uit de familie Thraupidae (tangaren).

## Verspreiding en leefgebied
Deze soort telt 3 ondersoorten:
- D. h. nocticolor: noordelijk Colombia en noordwestelijk Venezuela.
- D. h. humeralis: van centraal Colombia tot westelijk Venezuela.
- D. h. aterrima: van het westelijke deel van Centraal-Colombia tot noordelijk Peru.